# Maxime Weber
Maxime Weber (* 1. Oktober 1993 in Luxemburg-Stadt, Luxemburg) ist ein luxemburgischer Schriftsteller, Literatur- und Musikkritiker, Romancier, Journalist, Drehbuchautor.
Weber gilt als einer der wichtigsten deutschsprachigen Autoren seiner Generation in Luxemburg, außerdem gilt er als eines der wichtigsten Talente der gegenwärtigen luxemburgischen Literatur.

## Leben und Wirken
Maxime Weber wurde als Sohn der Schriftstellerin Jackie Weber-Messenich in Luxemburg-Stadt geboren und besuchte die Grundschule in Useldingen, später das Gymnasium in Luxemburg-Stadt.
Er studierte von 2013 bis 2017 Philosophie und Kunstgeschichte in München sowie in Berlin Philosophie, wo er auch 2020 seinen Masterabschluss machte. Für seinen Blog, der sich gegen den Rechtsextremismus in Luxemburg richtete, wurde er mit dem Prix Rene Oppenheimer 2018 ausgezeichnet.
Seit April 2021 ist er Pressereferent der Deutschen Umwelthilfe in Berlin.
Maxime Weber lebt in Berlin.

## Literarisches Wirken
Journalistisch war Weber bei luxemburgischen und deutschen Medien tätig, so beim Tageblatt, Lëtzebuerger Journal, woxx und forum und für Deutschland bei der TAZ und für die SZ Junge Leute der SZ. Seine Themen sind u. a. Netzkultur, alternative Medienrealitäten, gesellschaftspolitische Themen. Auch ist er als Musik- und Literaturkritiker tätig.
2021 erschien sein erster Roman, Das Gangrän, in deutscher Sprache. Er schreibt auch auf Englisch und hat in diversen Anthologien veröffentlicht. Außerdem gehören Drehbücher und Kurzgeschichten zu seinem Repertoire.
Auch ist er als Regisseur von Musikclips tätig.

## Auszeichnungen
- 1. Preis beim Prix Laurence, 2016.
- Prix Rene Oppenheimer 2018 (für sein Engagement gegen Rechtsextremismus).
- Chrisallys-Award, 2022.
- Prix Arts et Lettres des Institut Grand-Ducal, 2022.